# Allerton Bywater
Allerton Bywater är en civil parish i Storbritannien.   Den ligger i distriktet Leeds i grevskapet West Yorkshire i riksdelen England, i den centrala delen av landet, 260 km norr om huvudstaden London.